# Анадир (река)
Анадир је река на крајњем североистоку Сибира у Чукотском аутономном округу у Русији.
Дуга је 1150 km. Извире у Анадирском горју, које пресеца уском долином. У доњем току је равничарска река. Улива се у Берингово море у залив Онемен део Анадирског залива. Њен слив обухвата 191.000 km². Пловна је до насеља Мараково 570 km од ушћа. Залеђена је од почетка октобра до краја маја. Десне притоке су Јаблон, Еропол и Мајн а леве Белаја и Тањурер. До ушћа Анадира први је дошао руски морепловац Семјон Иванович Дежњов 1648, а у 18. веку Дмитриј Лаптев је описао реку.